# Alfleda
Alfleda (en anglès: Ælfflæd) (654- 714) filla d'Oswiu, rei de Northumbria, i d'Eanfleda. Descendia, per tant, de dues cases reialsː Bernícia i Deira. Per part paterna, era neta del rei Etelfred, i per part materna del rei Edwin de Northúmbria. Alfleda va ser consagrada a la religió des de petita i va viure a l'Abadia de Whitby tota la seva vida, esdevenint finalment abadesa del monestir.
Alfleda va viure quasi tota la seva vida a monestirs. No era inusual al segle XII que les dones de les famílies reials es fessin monges; fins i tot de vegades les reines ho feien en quedar vídues, tal com ho va ver la seva mare Eanfleda. El cas d'Alfleda es inusual per haver ingressat al monestir sent molt petita, quan encara no tenia un any d'edat, segons explica Beda.
Qual Alfleda comptava amb només un any, el seu pare es va veure obligat a enfrontar-se a Penda de Mèrcia que havia reunit un potent exèrcit per atacar Northúmbria. Els nombrosos intents d'Oswiu de convèncer'l per medis diplomàtics van fallar, i va donar inici a una guerra en la qual, contra tota expectativa, la victòria va somriure als northumbris. Agraït per la victòria, Oswiu va fundar dotze monestirs i va entregar la seva filla a Hilda de Whitby, familiar materna de la nena, perquè fos educada a l'abadia de Hartlepool. Quan Hilda va deixar Hartlepool per fundar l'Abadia de Whitby, es va emportar a Alfleda amb ella.

En morir Hilda a l'any 680 Eanfleda i la seva filla Alfleda van exercir com abadesses conjuntes fins a la mort d'Eanfleda a finals de la dècada. Llavors, Alfleda va esdevenir abadessa de Whitby fins a la seva mort l'any 714. En aquella època, l'església de Northúmbria era una institució rica i poderosa, i Alfleda va poder relacionar-se amb algunes de les figures més destacades del seu temps.
Com a princesa de Northúmbria, Alfleda va intervenir ocasionalment a la vida política del regne. Segons la Vida de Sant Cuthbert, Alfleda es trobava molt amoïnada per la qüestió successòria durant el regnat del seu germà Egfrid, ja que aquest no tenia hereus directes i això podia crear desordres i lluites internes, pel que va convocar al sant per tractar del tema. El mateix Cuthbert, li recorda a Alfleda la existència d'un germanastre, Aldfrith, que llavors vivia a Iona, al regne de Dál Riata. Aldfrith va ser coronat en morir Egfrid, que va morir a la guerra contra els Pictes.
Després de la mort d'Aldfrith, l'any 705, es revifa el problema successori, ja que el fill d'Alfrith, Osred, només tenia vuit anys. Finalment, i gràcies a la intervenció de Wilfrid de York, arquebisbe de York, al que Alfleda va donar suport, es va poder arribar a un acord que va mantenir la pau al regne i a Osred al tron. Alfleda continuaría sent una figura política rellevant fins a la seva mort a l'any 714.
En morir va ser considerada santa, celebrant-se la seva festivitat el dia 8 de febrer.